# Любовь прет-а-порте
«Любовь прет-а-порте» (ит.: Di tutti i colori) — итальяно-российская романтическая комедия 2017 года режиссёра Макса Нардари, продюсер и исполнительница главной роли — Ольга Погодина.

## Сюжет
Римский ловелас и гуляка Джорджио, избалованный сынок богатого папочки, — редкий лжец. Чтобы устроиться в Дом моды «Владимиро» ему ничего не стоит соврать, что он гей. Но буйная жизнь Джорджио меняется в мгновение, когда он встречает русскую девушку Ольгу, назначенную вице-президентом итальянского модельного дома от Московского дома моды.
Она — красавица, одинокая москвичка, которую жестоко обманул любимый, почти уже не верящая в любовь, но всё ещё ждущая того, единственного. И за ней ухаживает очаровательный Массимо, единственный гетеросексуал модного дома, готового на все, чтобы соблазнить прекрасную Ольгу.
Ольга, полагая, что Джорджио гей, часто доверяется ему, настолько, что просит его притвориться её парнем когда её мать приезжает к ней из России. Между ними начинает создаваться влечение, которое они не могут выразить: он боится потерять работу, она, у которой всегда были проблемы с мужчинами, боится влюбиться в гея.
Она стала для него той, ради которой стоило лгать, как никогда в раньше, но чтобы завоевать сердце Ольги, Джорджио будет вынужден впервые стать искренним человеком. Джорджо соверщает обратный «камин-аут», заявляя всем, что он вовсе не гей, и что он любит Ольгу. Она, разъяренная его ложью, больше не хочет его видеть и едет домой. Джорджио отправляется в Россию, чтобы получить прощение Ольги…

## В ролях
- Ольга Погодина — Ольга
- Андреа Прети — Джорджио
- Джанкарло Джаннини — Альфонсо, отец Джорджио
- Лариса Удовиченко — мама Оли
- Паоло Контичини — Массимо
- Нино Фрассика — Владимиро
- Алессандро Борги — Чезаре
- Тоска Д’Аквино — Паола
- Армандо Пиззути — Сальво
- Роберто Каррубба — Оресто
- Антонио Де Маттео — Джанни
- Флора Канто — Анна
- Луис Мольтени — Денис
- Пьетро Де Сильва — адвокат
- Ольга Павликова — стюардесса
- Влад Лисовец — стилист, камео

## Съёмки
Фильм снимался в Италии и России, так одна из сцен происходит у Колизея в Риме, в Москве одна сцена в бассейне в одной из башен «Федерации», другая у ГУМа на Красной площади.
Фильм был снят в 2015 году как «Di tutti i colori», однако, российские продюсеры изменили режиссёрскую версию, перемонтировали фильм и дали ему новое название. Фильм вышел на экраны 2 марта 2017 года. В 2019 году в Италии вышла оригинальная версия фильма.

## Фестивали и награды
- 2016 — XXIV-й Фестиваль российского кино «Окно в Европу»  — фильм открытия фестиваля, диплом — «За блистательную работу продюсеров в создании копродукционного проекта».[2]
- 2018 — Российско-итальянский кинофестиваль (RIFF) — приз жюри за лучшую режиссуру
- 2019 — Международный фестиваль комедийного кино Pulcinella Film Festival (Неаполь, Италия) — приз лучшему режиссёру международной постановки
- 2023 — Давид ди Донателло — фильм включён в конкурсную программу[3]